# 海金剛酒店
海金剛酒店（：／）是一家漂浮酒店，最初在澳大利亞昆士蘭州營運，後曾搬移至越南，最終在朝鲜民主主义人民共和国金刚山国际观光特区停靠。澳洲廣播公司曾表示，此建築在澳大利亞引起過某種邪典追捧。

## 歷史
這家酒店是澳大利亞開發商道格∙塔卡和他的兒子彼得的創意，酒店的構造係由瑞典工程師斯坦∙謝斯特蘭進行設計，其後來成爲南海著名的海洋考古學家。酒店在新加坡完成建造，並在1988年以「約翰布魯爾礁漂浮酒店」為名，在澳大利亞昆士蘭州汤斯维尔海岸大堡礁的約翰布魯爾礁開業營運，酒店的建築約有7層樓高，並有近200個房間、夜場、酒吧、餐廳、直升機停機坪和網球場，但酒店最終仍發生資金運營不足的問題。
在1989年遷移至越南胡志明市以前，以「四季大堡礁度假村」營運了一年，最終在1989年至1997年停泊在西貢河附近的陳興道雕像一帶，以「西貢漂浮酒店」為名重新開業，成為當地著名的「漂浮」夜場，但仍持續遇到資金的運用困難。

### 朝鮮半島雙方關係
此酒店後來由現代峨山集團買下，並在1998年搬移至朝鮮半島南北分治交界處的金剛山國際觀光特區。2008年7月11日，韓國53歲女遊客朴旺子在區內旅遊時，據稱因誤入相距不遠的北韓軍事區而被朝方哨兵射殺，在事件發生過後，韩国政府随即宣布暂停韩国游客前往金刚山旅游，而海金剛酒店在事件過後，轉而提供給中國遊客使用，直至2018年，朝鮮半島南北政權才再次重新討論是否要重啟金剛山園區。
2019年10月23日，朝鮮領導人金正恩視察金剛山地區時，曾批評此酒店難以管理、殘破不堪，要求其以朝鮮風格進行重建，並指示有关负责人在与韩方协商后拆除相关设施，朝鮮政府在此後要求韓方2020年2月前移除所有設施，並於25日以金剛山國際觀光局名義向韓方發出通知，提议以交换文件的方式讨论拆除金刚山園區内韩方设施的事宜，统一部当天上午向现代峨山转交了朝方发来了另一份通知书。韓國统一部在此之後曾與与现代峨山社长裵国焕、韩国观光公社社长安荣培就朝鲜要求拆除金刚山内的韩方设施一事进行磋商，韓國統一部在翌日指出，韩方愿举行工作层磋商与朝鲜讨论金刚山旅游问题。韓國政府在10月28日透過南北共同聯絡事務所向朝鲜亚太和平委员会和金刚山国际观光局发送通知，希望举行韩朝工作会谈，就金刚山旅游问题进行全面协商，朝方在29日答覆表示没有必要另开会谈，坚持以文件交换的方式磋商拆除金刚山園區韩方设施的问题。
韓國統一部在2019年11月6日再次透過南北共同聯絡事務所向朝鲜亚太和平委员会發送通知望向朝派出联合检查团对金刚山景区的韩方设施进行检查。隨後，朝鮮政府在11月11日表示韩国在金刚山开发项目中没有插足余地，並在11月15日指出在11日已向韓國發出最後通牒，若韓國仍繼續固執則視為放棄拆除，朝鮮將單方面拆除，而韓國政府並沒有做出任何回應，韩国统一部則在同日表示韩国政府希望通过协商解决金刚山旅游问题的立场不变。韓國統一部於11月27日在例行记者会表示，朝鲜坚持要求韩方书面告知金刚山景区内韩方设施的拆除日程和计划，双方在此问题上的立场差距依然悬殊，隨後在11月29日表示韓國政府考虑拆除部分不能再使用的设施，並於12月3日表示韓國政府已向朝鲜表明可以对金刚山景区内韩方设施进行整修的立场，但朝鲜仍要求完全拆除。
朝鮮政府在2020年1月時表示，基於2019冠狀病毒病疫情因素，延後重建時間，爭議遂暫緩，不過隔年，朝鲜劳动党在2021年1月召開第八次代表大会，金正恩進行工作報告時再次表示，要全部拆除高城港码头的海金剛酒店等设施，此酒店在之後擱置未有動作，但2022年3月時被觀察到已被拆除，韓國統一部發言人李種珠在3月14日的例行記者會中，就酒店被拆除一事表示未接到朝鮮有關拆除金剛山設施的通報，相關措施不應該侵犯韓國企業的財產權，統一部官員亦在15日的電話訪問中表示，酒店的拆除違背韓朝協議的精神，設施拆除等問題需要通過韓朝協商解決。韓國統一部在4月6日時再次透過南北共同連絡事務所傳達協商的想法並通知韓國政府的立場，但朝方仍然沒有做出回應。隨後，韓國統一部在4月7日正式發布立場指朝方不回應韓國政府對於「拆除海金剛酒店進行充分的說明和展開協商」的提案表達遺憾，並指朝方無視「保護對方投資者資產」協議且破壞奠基於企業間互信的相互協商解決機制。
美國之音電台在2023年5月3日公布朝鮮通川港衛星照片表示，自2023年3月朝鮮政府開始拆除酒店下層支架，至4月底時衛星照片中已不再出現支架，整個飯店已全部被拆除。對此，韓國統一部副發言人李孝貞在5月12日的例行記者會上僅表示韓國政府密切關注朝方拆除金剛山旅遊區內設施的相關動向。